# Belaïa (oblast de Koursk)
Belaïa (en russe : Белая) est une sloboda et chef-lieu du selsoviet de Belaïa et du Belaïa dans l'oblast de Koursk, en Russie. Sa population s'élevait à 2 305 habitants au recensement de 2021.

## Géographie
La sloboda de Belaïa se situe dans l'oblast de Koursk, un oblast de la partie européenne de la Russie. La sloboda fait partie du Belaïa, avec Belaïa comme centre administratif. Elle se trouve dans le selsoviet de Belaïa, une municipalité, avec le village de Belaïa comme chef-lieu.

## Démographie
Recensements (*) et estimations de la population :
| 2002 * | 2010*   | 2021* | - |
| ------ | ------- | ----- | - |
| 2 875  | 223 058 | 2 305 | - |